# Bezirksrabbinat Mühringen
Das Bezirksrabbinat Mühringen entstand 1832 in Mühringen und war eines von 13 Bezirksrabbinaten in Württemberg, die auch als Bezirkssynagogen bezeichnet wurden.

## Geschichte
Durch einen Erlass des Ministeriums des Innern vom 3. August 1832 wurden nach der Zusammenlegung oder Auflösung verschiedener jüdischer Gemeinden die nun insgesamt 41 Kirchengemeinden in 13 Bezirksrabbinate eingeteilt. Mühringen wurde Sitz eines Rabbinatsbezirks, da schon im 18. Jahrhundert Mühringen religiöser Mittelpunkt für die Juden in Südwestdeutschland war. Das Rabbinat wurde nach 1911 von Mühringen nach Horb am Neckar verlegt. Die Bezirksrabbinate waren der ebenfalls 1832 geschaffenen Oberkirchenbehörde unterstellt.

## Aufgaben
Die Aufgaben umfassten den Vollzug der landesherrlichen Verordnungen, die Verkündigung und den Vollzug der Verordnungen der Oberkirchenbehörde, Beratungen über Schulangelegenheiten, die Verwaltung von Stiftungen und die Verteilung von Almosen. Zur Finanzierung der Bezirksrabbinate wurden Umlagen von den einzelnen jüdischen Gemeinden bezahlt.

## Gemeinden des Rabbinatsbezirks
- Jüdische Gemeinde Baisingen
- Jüdische Gemeinde Dettensee
- Jüdische Gemeinde Horb
- Jüdische Gemeinde Mühringen
- Jüdische Gemeinde Nordstetten mit Filialgemeinde Mühlen
- Jüdische Gemeinde Rexingen
- Jüdische Gemeinde Rottenburg (nach 1860 neu gegründet)
- Jüdische Gemeinde Rottweil
- Jüdische Gemeinde Tübingen (1882 neu gegründet)
- Jüdische Gemeinde Wankheim

## Bezirksrabbiner
- 1813 bis 1834 Gabriel Adler
- 1835 bis 1873 Moses Wassermann
- 1873 bis 1874 Jakob Stern (Rabbinatsverweser)
- 1874 bis 1884 Michael Silberstein
- 1884 bis 1911 Adolph Jaracewsky